# 阿尔迈拉克
阿尔迈拉克（法語：Almayrac，法語發音：[almeʁak]）是法国奧克西塔尼大區塔恩省的一个市镇，属于阿尔比区。

## 地理
阿尔迈拉克（44°6'3"N, 2°10'1"E）面积10.97 平方千米，位于法国奧克西塔尼大區塔恩省，该省份为法国南部内陆省份，北起顺时针与阿韦龙省、埃罗省、奥德省、上加龙省和塔恩-加龙省接壤。
与阿尔迈拉克接壤的市镇（或旧市镇、城区）包括：米朗多勒-布尔纽纳克、卡尔莫、莫内斯蒂耶、圣热姆、特雷维安。

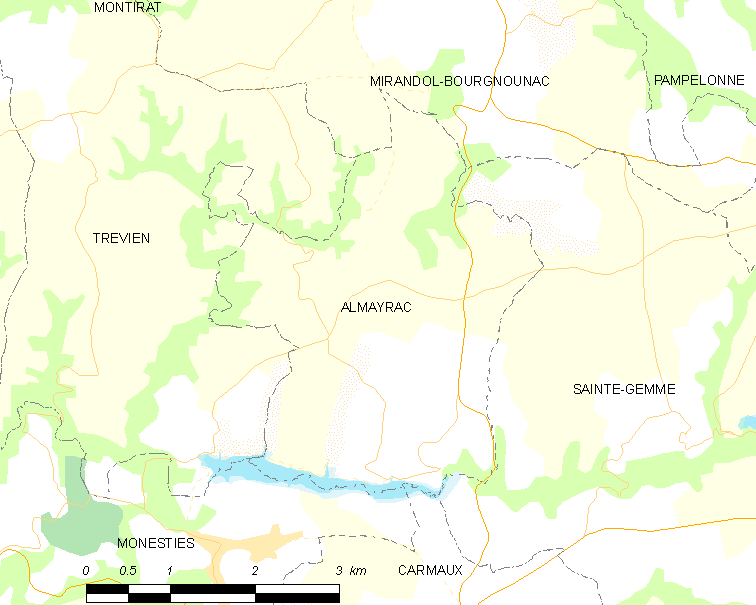
阿尔迈拉克的OSM定位图

阿尔迈拉克的时区为UTC+01:00、UTC+02:00（夏令时）。

## 行政
阿尔迈拉克的邮政编码为81190，INSEE市镇编码为81008。

## 政治
阿尔迈拉克所属的省级选区为卡尔莫第一县。

## 人口

1962-2008年间阿尔迈拉克人口变化图示

阿尔迈拉克于2022年1月1日时的人口数量为294人。